# Камден (Јужна Каролина)
Камден (енгл. Camden) град је у америчкој савезној држави Јужна Каролина.

## Демографија
По попису из 2010. године број становника је 6.838, што је 156 (2,3%) становника више него 2000. године.
| Група             | 2000.         | 2010.         |
| Белци             | 4.019 (60,1%) | 4.168 (61,0%) |
| Афроамериканци    | 2.485 (37,2%) | 2.403 (35,1%) |
| Азијати           | 30 (0,4%)     | 48 (0,7%)     |
| Хиспаноамериканци | 88 (1,3%)     | 166 (2,4%)    |
| Укупно            | 6.682         | 6.838         |